# Agathosma alpina
Agathosma alpina là một loài thực vật có hoa trong họ Cửu lý hương. Loài này được Schltr. mô tả khoa học đầu tiên năm 1898.